# Zé da Imperial
José Barbosa da Silva conhecido como  Zé da Imperial (Goianésia, GO - 09 de janeiro de 1982), é um Jornalista, Redator e político brasileiro.

## História
Nas eleições de 2018, obteve 17.823 votos, ficando como primeiro suplente de deputado estadual na chapa do DEM, PTC, PMB e PSC.
Em 26 de maio de 2022, como primeiro suplente da coligação, assumiu uma cadeira na Assembleia Legislativa, em razão da licença médica do titular da cadeira, deputado Iso Moreira, internado em razão da covid-19.